# 科納切湖

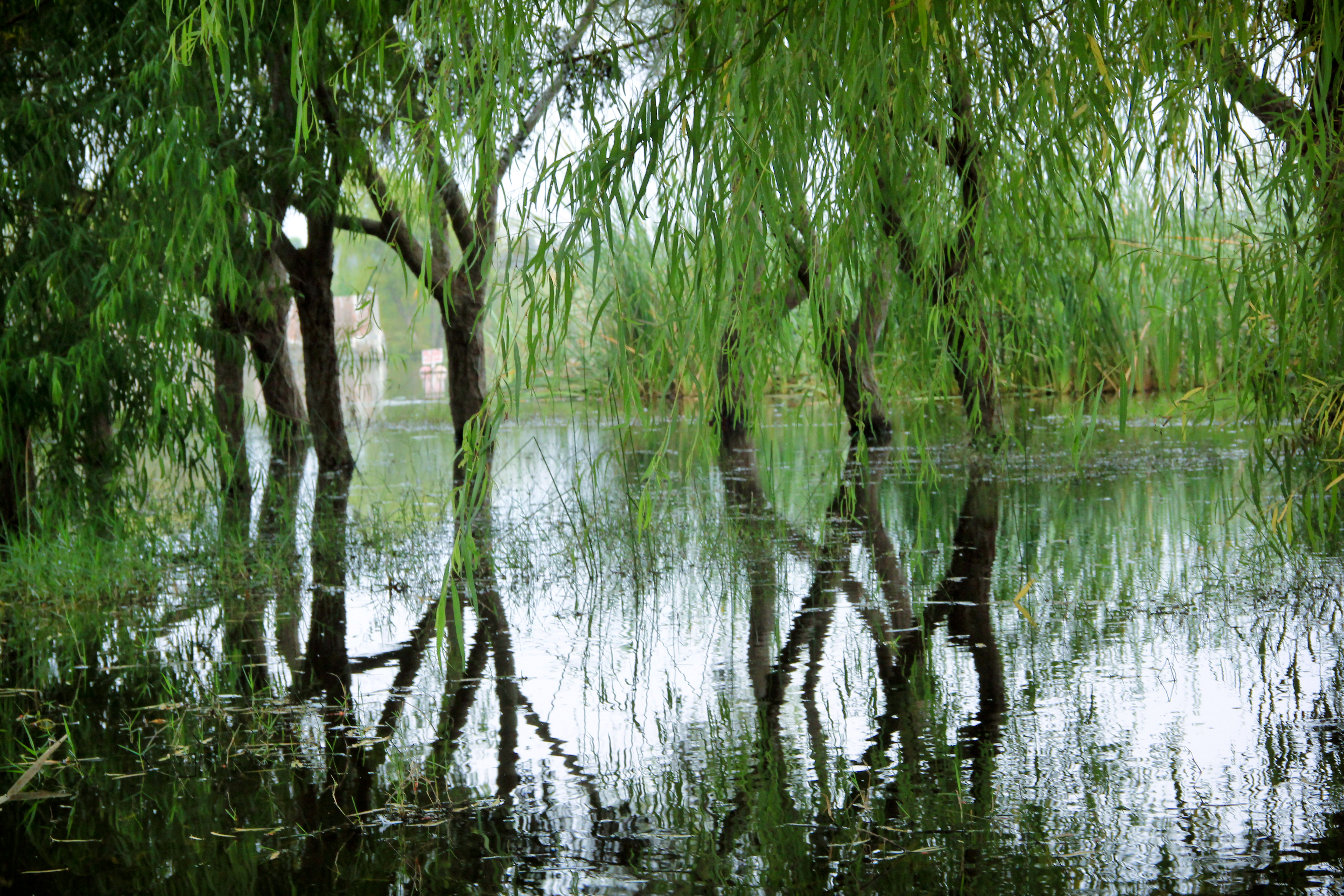

8°7′40″S 78°57′14″W / 8.12778°S 78.95389°W
科納切湖（西班牙語：Laguna Conache），是秘魯的湖泊，位於該國西北部拉利伯塔德大區，由特魯希略省的拉雷多區負責管轄，面積0.09平方公里，平均水深15米。